# Sara Hector
Sara Hector (Sandviken, 4 settembre 1992) è una sciatrice alpina svedese, campionessa olimpica nello slalom gigante a Pechino 2022.

## Biografia

### Stagioni 2008-2011
Sara Hector, attiva in gare FIS dal dicembre del 2007, ha esordito in Coppa Europa il 22 novembre 2008 a Funäsdalen in slalom gigante, senza completare la prova; un anno dopo, il 28 novembre 2009, nella medesima località e nella medesima specialità, ha ottenuto il suo primo podio nel circuito continentale (2ª). Ha debuttato in Coppa del Mondo il 12 dicembre successivo nello slalom gigante di Åre, ottenendo subito i primi punti con il 22º posto, e il 1º febbraio ha conquistato la medaglia di bronzo nella prova di slalom speciale ai Mondiali juniores 2010, preceduta al traguardo da Christina Geiger e Mona Løseth.
Nella stagione seguente ha vinto la sua prima gara in Coppa Europa, lo slalom gigante disputato il 20 dicembre 2010 a Limone Piemonte, e ai Mondiali juniores di Crans-Montana 2011 si è aggiudicata la medaglia d'oro nella medesima specialità. Poco dopo ha esordito ai Campionati mondiali: a Garmisch-Partenkirchen 2011 ha ha vinto la medaglia di bronzo nella gara a squadre (partecipando come riserva) ed è stata 17ª nello slalom gigante.

### Stagioni 2012-2017
Anche nel 2012 la Hector è riuscita a ottenere una medaglia iridata juniores, l'argento nello slalom gigante disputato a Roccaraso. Ai Mondiali di Schladming 2013 si è classificata 26ª nella discesa libera, 9ª nella supercombinata e non ha concluso lo slalom gigante, mentre ai XXII Giochi olimpici invernali di Soči 2014, suo esordio olimpico, è stata 25ª nella discesa libera, 21ª nel supergigante e 13ª nella supercombinata.
Il 12 dicembre 2014 ha conquistato il suo primo podio in Coppa del Mondo, piazzandosi 2ª nello slalom gigante di Åre preceduta solamente dalla slovena Tina Maze, e il 28 dicembre successivo ha ottenuto la prima vittoria, nello slalom gigante di Kühtai. Ai Mondiali di Vail/Beaver Creek 2015 si è aggiudicata la medaglia di bronzo nella gara a squadre (partecipando come riserva) ed è stata 10ª nello slalom gigante e 23ª nello slalom speciale; due anni dopo, ai Mondiali di Sankt Moritz 2017, si è classificata 9ª nello slalom gigante.

### Stagioni 2018-2025
Ai XXIII Giochi olimpici invernali di Pyeongchang 2018 si è classificata 10ª nello slalom gigante; l'anno dopo ai Mondiali di Åre è stata 7ª nello slalom gigante, mentre a quelli di Cortina d'Ampezzo 2021 ha vinto la medaglia d'argento nella gara a squadre, si è classificata 13ª nello slalom speciale, non ha completato lo slalom gigante e non si è qualificata per la finale nello slalom parallelo.
Ai XXIV Giochi olimpici invernali di Pechino 2022 ha vinto la medaglia d'oro nello slalom gigante e non ha completato lo slalom speciale; in quella stagione 2021-2022 si è classificata 2ª nella Coppa del Mondo di slalom gigante, superata da Tessa Worley di 27 punti. Ai Mondiali di Courchevel/Méribel 2023 si è piazzata 13ª nello slalom gigante, 7ª nello slalom speciale, 8ª nel parallelo e 11ª nella gara a squadre; nella successiva stagione 2023-2024 si è classificata 3ª nella Coppa del Mondo di slalom gigante. Ai Mondiali di Saalbach-Hinterglemm 2025 ha vinto la medaglia di bronzo nella gara a squadre, si è piazzata 6ª nello slalom gigante e non ha completato lo slalom speciale; in quella stagione 2024-2025 si è nuovamente classificata 3ª nella Coppa del Mondo di slalom gigante.

## Palmarès

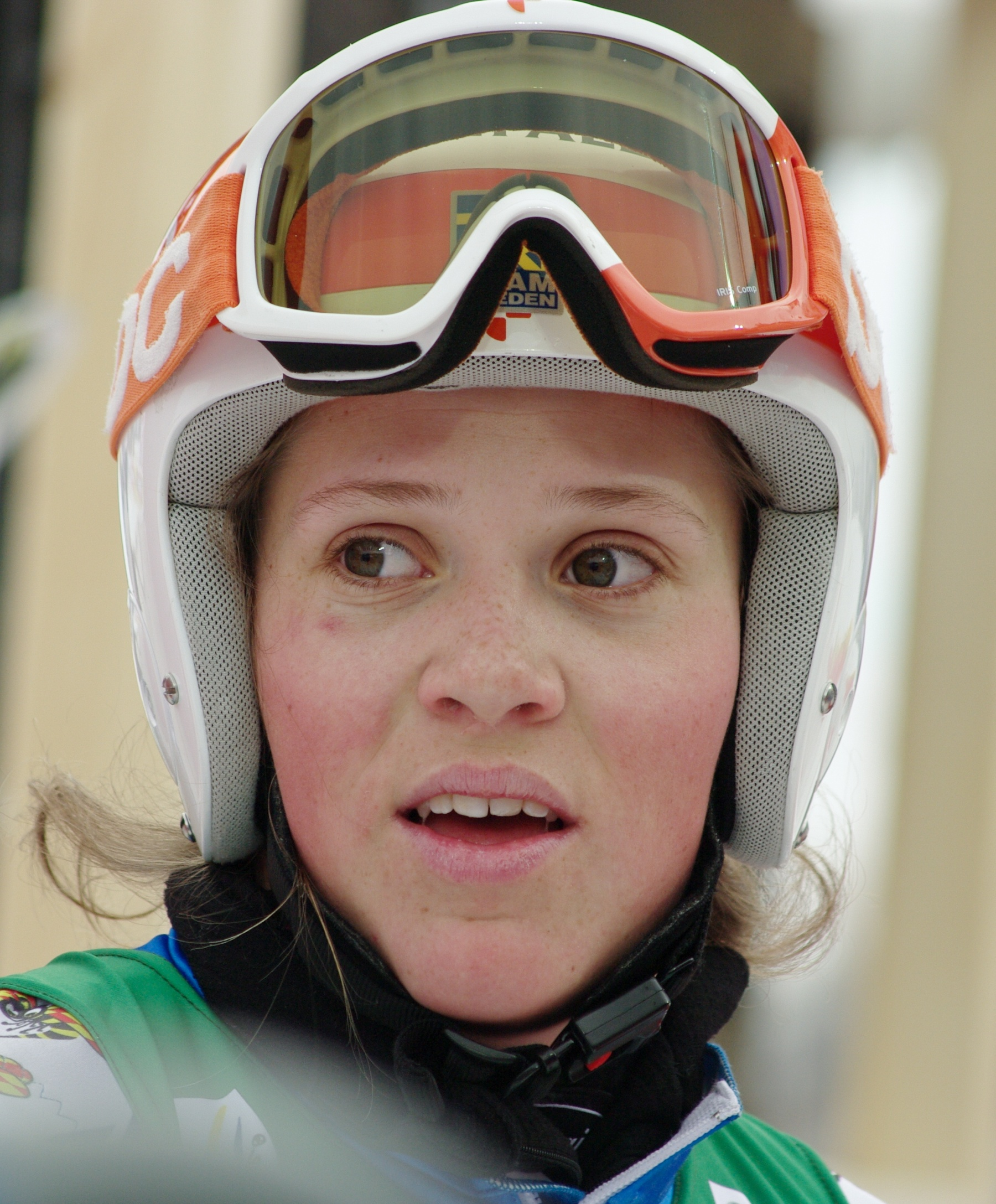
Hector nel 2010

### Olimpiadi
- 1 medaglia:
  - 1 oro (slalom gigante a Pechino 2022)

### Mondiali
- 4 medaglie:
  - 1 argento (gara a squadre a Cortina d'Ampezzo 2021)
  - 3 bronzi (gara a squadre a Garmisch-Partenkirchen 2011; gara a squadre a Vail/Beaver Creek 2015; gara a squadre a Saalbach-Hinterglemm 2025)

### Mondiali juniores
- 3 medaglie:
  - 1 oro (slalom gigante a Crans-Montana 2011)
  - 1 argento (slalom gigante a Roccaraso 2012)
  - 1 bronzo (slalom speciale a Monte Bianco 2010)

### Coppa del Mondo
- Miglior piazzamento in classifica generale: 4ª nel 2024
- 24 podi (21 in slalom gigante, 3 in slalom speciale):
  - 7 vittorie
  - 8 secondi posti
  - 9 terzi posti

#### Coppa del Mondo - vittorie
| Data             | Località        | Paese       | Specialità |
| ---------------- | --------------- | ----------- | ---------- |
| 28 dicembre 2014 | Kühtai          | Austria     | GS         |
| 22 dicembre 2021 | Courchevel      | Francia     | GS         |
| 8 gennaio 2022   | Kranjska Gora   | Slovenia    | GS         |
| 25 gennaio 2022  | Plan de Corones | Italia      | GS         |
| 20 gennaio 2024  | Jasná           | Slovacchia  | GS         |
| 30 novembre 2024 | Killington      | Stati Uniti | GS         |
| 4 gennaio 2025   | Kranjska Gora   | Slovenia    | GS         |

Legenda:

GS = slalom gigante

#### Coppa del Mondo - gare a squadre
- 1 podio:
  - 1 secondo posto

### Coppa Europa
- Miglior piazzamento in classifica generale: 10ª nel 2010
- 10 podi:
  - 2 vittorie
  - 5 secondi posti
  - 3 terzi posti

#### Coppa Europa - vittorie
| Data             | Località              | Paese    | Specialità |
| ---------------- | --------------------- | -------- | ---------- |
| 20 dicembre 2010 | Limone Piemonte       | Italia   | GS         |
| 30 novembre 2012 | Lillehammer Kvitfjell | Norvegia | GS         |

Legenda:

GS = slalom gigante

### Nor-Am Cup
- Miglior piazzamento in classifica generale: 33ª nel 2015
- 1 podio:
  - 1 vittoria

#### Nor-Am Cup - vittorie
| Data            | Località | Paese       | Specialità |
| --------------- | -------- | ----------- | ---------- |
| 4 dicembre 2014 | Aspen    | Stati Uniti | GS         |

Legenda:

GS = slalom gigante

### South American Cup
- Miglior piazzamento in classifica generale: 25ª nel 2023
- 1 podio:
  - 1 vittoria

#### South American Cup - vittorie
| Data              | Località     | Paese     | Specialità |
| ----------------- | ------------ | --------- | ---------- |
| 12 settembre 2022 | Cerro Castor | Argentina | GS         |

Legenda:

GS = slalom gigante

### Australia New Zealand Cup
- Vincitrice dell'Australia New Zealand Cup nel 2018
- Vincitrice della classifica di slalom gigante nel 2018
- Vincitrice della classifica di slalom speciale nel 2018
- 5 podi:
  - 4 vittorie
  - 1 terzo posto

#### Australia New Zealand Cup
| Data           | Località     | Paese         | Specialità |
| -------------- | ------------ | ------------- | ---------- |
| 21 agosto 2017 | Thredbo      | Australia     | GS         |
| 22 agosto 2017 | Thredbo      | Australia     | GS         |
| 24 agosto 2017 | Thredbo      | Australia     | SL         |
| 29 agosto 2017 | Coronet Peak | Nuova Zelanda | GS         |

Legenda:

GS = slalom gigante

SC = slalom speciale

### Campionati svedesi
- 12 medaglie[1]:
  - 3 ori (slalom gigante, slalom speciale nel 2021; slalom gigante nel 2024)
  - 6 argenti (slalom gigante nel 2010; discesa libera, slalom gigante nel 2011; slalom gigante nel 2015; slalom gigante nel 2018; supergigante nel 2021)
  - 3 bronzi (slalom gigante nel 2012; slalom gigante nel 2017; slalom speciale nel 2025)